# Yomiuri Football Club 1985-1986
Questa voce raccoglie le informazioni riguardanti lo Yomiuri Football Club nelle competizioni ufficiali della stagione 1985-1986.

## Stagione
Dopo aver iniziato la stagione vincendo la Coppa di Lega, lo Yomiuri disputò un campionato largamente al di sotto del proprio standard finendo per lottare per la salvezza: al termine del torneo la squadra otterrà quattro punti in più della squadra occupante l'ultima posizione valida per la retrocessione. In Coppa dell'Imperatore la squadra uscì al secondo turno, per mano del Mazda.

## Maglie e sponsor
Per le gare esterne la Puma introduce una divisa interamente bianca a eccezione dei bordi e del colletto, dai colori simili a quelli che ornano la prima divisa (rimasta nel frattempo invariata), e della scritta Yomiuri di colore verde.
| Manica sinistra · Manica sinistra · Maglietta · Maglietta · Manica destra · Manica destra · Pantaloncini · Calzettoni | Manica sinistra · Manica sinistra · Maglietta · Manica destra · Manica destra · Pantaloncini · Calzettoni |  |

## Rosa
| N. |                     | Ruolo | Calciatore        |
| -- | ------------------- | ----- | ----------------- |
| 1  | Giappone (bandiera) | P     | Kazuya Nakamura   |
| 2  | Giappone (bandiera) | D     | Satoshi Tsunami   |
| 3  | Giappone (bandiera) | D     | Yasutarō Matsuki  |
| 4  | Brasile (bandiera)  | D     | Jorge Toledo      |
| 5  | Giappone (bandiera) | D     | Hisashi Katō      |
| 6  | Giappone (bandiera) | C     | Yukitaka Omi      |
| 7  | Giappone (bandiera) | C     | Tetsuya Totsuka   |
| 8  | Brasile (bandiera)  | C     | Ruy Ramos         |
| 9  | Giappone (bandiera) | A     | George Yonashiro  |
| 10 | Giappone (bandiera) | C     | Ryōichi Kawakatsu |
| 11 | Giappone (bandiera) | A     | Masato Ōtomo      |
| 12 | Scozia (bandiera)   | A     | Steve Paterson    |
| 13 | Giappone (bandiera) | C     | Takekazu Suzuki   |

| N. |                     | Ruolo | Calciatore        |
| -- | ------------------- | ----- | ----------------- |
| 14 | Giappone (bandiera) | C     | Yoshiyuki Katō    |
| 15 | Giappone (bandiera) | A     | Kazuaki Hamaguchi |
| 16 | Giappone (bandiera) | C     | Shirō Kikuhara    |
| 17 | Giappone (bandiera) | C     | Eiji Mori         |
| 18 | Giappone (bandiera) | P     | Takayuki Fujikawa |
| 19 | Giappone (bandiera) | D     | Yasuyuki Kishino  |
| 20 | Giappone (bandiera) | D     | Takuro Okuda      |
| 22 | Giappone (bandiera) | A     | Yasuo Ueshima     |
| 23 | Giappone (bandiera) | D     | Yoshinori Senbiki |
| 24 | Giappone (bandiera) | C     | Masato Otsuka     |
| 25 | Giappone (bandiera) | D     | Makoto Nagayama   |
| 26 | Giappone (bandiera) | A     | Seiki Inoue       |
| 27 | Giappone (bandiera) | A     | Tsunemitsu Mori   |

## Statistiche

### Statistiche di squadra
| Competizione          | Punti | Totale | Totale | Totale | Totale | Totale | Totale | DR |
| Competizione          | Punti | G      | V      | N      | P      | Gf     | Gs     | DR |
| --------------------- | ----- | ------ | ------ | ------ | ------ | ------ | ------ | -- |
| JSL Division 1        | 19    | 22     | 7      | 5      | 10     | 28     | 31     | -3 |
| JSL Cup               | -     | 4      | 4      | 0      | 0      | 13     | 4      | +9 |
| Coppa dell'Imperatore | -     | 1      | 1      | 0      | 0      | 0      | 1      | -1 |
| Totale                | -     | 27     | 12     | 5      | 10     | 41     | 36     | +5 |

### Statistiche dei giocatori
| Giocatore    | JSL      | JSL  | JSL         | JSL        | JSL Cup  | JSL Cup | JSL Cup     | JSL Cup    | Coppa dell'Imperatore | Coppa dell'Imperatore | Coppa dell'Imperatore | Coppa dell'Imperatore | Totale   | Totale | Totale      | Totale     |
| Giocatore    | Presenze | Reti | Ammonizioni | Espulsioni | Presenze | Reti    | Ammonizioni | Espulsioni | Presenze              | Reti                  | Ammonizioni           | Espulsioni            | Presenze | Reti   | Ammonizioni | Espulsioni |
| ------------ | -------- | ---- | ----------- | ---------- | -------- | ------- | ----------- | ---------- | --------------------- | --------------------- | --------------------- | --------------------- | -------- | ------ | ----------- | ---------- |
| T. Fujikawa  | 12       | -?   | ?           | ?          | 4        | -?      | ?           | ?          | 2                     | -?                    | ?                     | ?                     | 18       | -?     | ?           | ?          |
| K. Hamaguchi | 0        | 0    | 0           | 0          | 0        | 0       | 0           | 0          | 1                     | 0                     | ?                     | ?                     | 1        | 0      | 0+          | 0+         |
| H. Kato      | 16       | 2    | ?           | ?          | 4        | 1       | ?           | ?          | 2                     | 0                     | ?                     | ?                     | 22       | 3      | ?           | ?          |
| R. Kawakatsu | 16       | 0    | ?           | ?          | 3        | 0       | ?           | ?          | 0                     | 0                     | 0                     | 0                     | 19       | 0      | 0+          | 0+         |
| S. Kikuhara  | 7        | 0    | ?           | ?          | 0        | 0       | 0           | 0          | 0                     | 0                     | 0                     | 0                     | 7        | 0      | 0+          | 0+         |
| Y. Kishino   | 11       | 1    | ?           | ?          | 3        | 0       | ?           | ?          | 0                     | 0                     | 0                     | 0                     | 14       | 1      | 0+          | 0+         |
| Y. Matsuki   | 21       | 1    | ?           | ?          | 4        | 1       | ?           | ?          | 2                     | 0                     | ?                     | ?                     | 27       | 2      | ?           | ?          |
| M. Mori      | 17       | 0    | ?           | ?          | ?        | ?       | ?           | ?          | ?                     | ?                     | ?                     | ?                     | 17+      | 0+     | ?           | ?          |
| K. Nakamura  | 10       | -?   | ?           | ?          | ?        | ?       | ?           | ?          | ?                     | ?                     | ?                     | ?                     | 10+      | 0+     | ?           | ?          |
| Y. Omi       | 12       | 0    | ?           | ?          | 4        | 1       | ?           | ?          | 0                     | 0                     | 0                     | 0                     | 16       | 1      | 0+          | 0+         |
| M. Otomo     | 18       | 1    | ?           | ?          | ?        | ?       | ?           | ?          | ?                     | ?                     | ?                     | ?                     | 18+      | 1+     | ?           | ?          |
| S. Paterson  | 10       | 3    | ?           | ?          | 4        | 6       | ?           | ?          | 2                     | 0                     | ?                     | ?                     | 16       | 9      | ?           | ?          |
| R. Ramos     | 18       | 7    | ?           | ?          | 4        | 0       | ?           | ?          | 2                     | 1                     | ?                     | ?                     | 24       | 8      | ?           | ?          |
| Y. Senbiki   | 2        | 0    | ?           | ?          | 0        | 0       | 0           | 0          | 0                     | 0                     | 0                     | 0                     | 2        | 0      | 0+          | 0+         |
| T. Suzuki    | 4        | 0    | ?           | ?          | 0        | 0       | 0           | 0          | 2                     | 1                     | ?                     | ?                     | 6        | 1      | 0+          | 0+         |
| J. Toledo    | 20       | 2    | ?           | ?          | ?        | ?       | ?           | ?          | ?                     | ?                     | ?                     | ?                     | 20+      | 2+     | ?           | ?          |
| T. Totsuka   | 22       | 4    | ?           | ?          | 4        | 2       | ?           | ?          | 1                     | 0                     | ?                     | ?                     | 27       | 6      | ?           | ?          |
| S. Tsunami   | 21       | 0    | ?           | ?          | 4        | 1       | ?           | ?          | 2                     | 0                     | ?                     | ?                     | 27       | 1      | ?           | ?          |
| Y. Ueshima   | 20       | 6    | ?           | ?          | ?        | ?       | ?           | ?          | ?                     | ?                     | ?                     | ?                     | 20+      | 6+     | ?           | ?          |
| G. Yonashiro | 21       | 1    | ?           | ?          | 4        | 1       | ?           | ?          | 2                     | 1                     | ?                     | ?                     | 27       | 3      | ?           | ?          |